# Miliardar de carton
Miliardar de carton este o expresie prin care se desemnează o persoană care s-a îmbogățit peste noapte într-un mod considerat suspect, de regulă din speculații și nu din afaceri serioase.

## Miliardarii de carton în România
Într-un interviu cu Alex Mihai Stoenescu, un general  SRI a declarat că în perioada iulie-octombrie '90, băncile, inclusiv BRCE, au acordat la început credite preferențiale, pe criterii clientelare, unor persoane de încredere dintre colaboratori ai fostei Securități, cu pregătire economică, ceea ce a dus la apariția „miliardarilor de carton”. Un om de încredere era chemat la partid, i se indica o bancă de unde primea un credit fabulos, de zeci și sute de milioane de dolari, cu care trebuia să cumpere întreprinderi și să le facă rentabile.
Această "mișcare" a început la 3 februarie 1990, când BRCE – transformată ulterior în Bancorex – a preluat ilegal „Rezerva de Stat” în valută a României, care totaliza 727,6 milioane dolari, la cursul de 14,45 lei/dolar, apoi „Fondul Valutar Centralizat al Statului” (1.106 milioane dolari) și valuta din contul „Oficiului Economic Central Carpați” (153,4 milioane dolari). În felul acesta, Bancorex a devenit suportul clientelei, politice și afaceristice, din spatele paravanului pe care l-au constituit, succesiv, FSN-ul și grupările sale politice derivate.

## Miliardarii de carton în Slovacia
În anul 2005, Parlamentul din Slovacia a aprobat o lege prin care proprietățile ce nu pot fi justificate vor fi confiscate. Este vorba despre imobilele în valoare de peste 6,5 milioane de coroane (echivalentul a 169.800 de euro), pentru care proprietarii nu pot dovedi proveniența legală a banilor. Suma stabilită drept limita minimă pentru efectuarea controalelor reprezintă contravaloarea a o mie de salarii minime generale.

## Milionarii "pe hârtie"
Un alt sens al termenului de "milionar de carton" este o calchiere după termenul din engleză Paper Millionaire care se referă la o persoană care a achiziționat hârtii de valoare (în special acțiuni) a căror valoare de piață este foarte mare la un moment dat. De obicei, această acumulare se realizează de către investitori care cumpără la ofertă acțiuni care, în acel moment, au o valoare de piață mult mai mare decât valoarea lor nominală. Prin aceasta, ei obțin un profit scriptic ("pe hârtie"), dar nu devin cu adevărat bogați și siguri de averea lor decât după ce lichidează aceste acțiuni. Adevărații milionari sunt cei care au peste 1 milion de dolari depuși în conturi bancare. Un "milionar de carton" se poate trezi că firma în ale cărei acțiuni a investit dă faliment și, peste noapte, acțiunile care îl făceau milionar nu mai valorează nimic.